# Jack O'Connell
Jack O'Connell (født 1. august 1990 i Derby, England) er en engelsk skuespiller. Han er kendt fra den engelske tv-serie Skins, men har også været med i div. film som bl.a.
- This is England (2006)
- Eden Lake (2008)
- Harry Brown (2009)